# Rainha Má (Disney)
A Rainha Má, também conhecida como Rainha Feiticeira ou simplesmente A Rainha Malvada, é a principal antagonista do clássico Branca de Neve e os Sete Anões e da franquia decorrente. A personagem é baseada na Rainha Má do conto de fadas original, de autoria dos Irmãos Grimm.
No filme, tal como na história original, a Rainha Má é extremamente fria, cruel e vaidosa, mantendo ainda uma constante obsessão em ser "a mais bela mulher de todas". Eventualmente, a Rainha tem um ciúme doentio por Branca de Neve, sua enteada, e depois ela ficou com mais ciúmes de Branca de Neve quando ela teve uma relação com o Príncipe misterioso, formando uma espécie de triângulo amoroso. Enlouquecida com a ideia de ser superada, a Rainha planeja a morte de Branca de Neve e, inevitavelmente, seu próprio fim, que no filme ocorre em um duelo contra os Sete Anões. Na versão do filme, a personagem faz uso de magia negra para transformar-se em uma bela mulher ao invés de usar um simples disfarce, como na versão dos Irmãos Grimm. Esta aparência mais sombria e envelhecida da personagem é conhecida como A Velha Bruxa ou simplesmente A Bruxa.
A personagem foi desenvolvida por Walt Disney e Joe Grant, animada por Art Babbit e dublada por Lucille La Verne. A inspiração para sua caracterização foi retirada de várias referências culturais, incluindo a Rainha Hash-a-Motep de She (1935) e a Princesa Gudrun de Die Nibelungen, assim como as atrizes Joan Crawford e Gale Sondergaard. A Rainha já foi dublada por Eleanor Audley, June Foray, Janet Waldo, Eda Reiss Merin, Louise Chamis e Susanne Blakeslee, e interpretada por Anne Francine (musical), Charlize Theron, Jane Curtin (especial televisivo) e Olivia Wilde, Kathy Najimy e, em versão alternativa, por Lana Parrilla.
A concepção da Disney para a personagem foi muito bem aceita pelo público e crítica, sendo muitas vezes considerado uma das mais icônicas personagens do cinema.

## EmBranca de Neve e os Sete Anões

### Enredo
"Em outras terras, muito distantes" "há muitos, muitos anos atrás, nos tempos de castelos, cavaleiros, donzelas, romance, magia e bruxas"... uma misteriosa e admiravelmente linda mulher com poderes mágicos conquistou sua riqueza seduzindo e casando com o Rei. Desde então, a cruel Rainha governa tudo sozinha, cada palavra sua é lei e todos temem sua ira". A vaidosa Rainha possui um Espelho Mágico através do qual poderia observar o que deseja. O Espelho é o rosto de seu demônio familiar, que lhe responde as mais diversas questões do reino e da magia que trabalha. Contudo, a Rainha frequentemente se limita a questionar o Espelho sobre quem é a mais bela mulher de todas, com a pergunta: "Espelho, espelho meu...quem é mais bela do que eu?".
Certo dia, contudo, o Espelho a diz que há uma mulher ainda mais bela do que a soberana. No caso, esta mulher é sua própria enteada adolescente, conhecida como Branca de Neve. Com ciúmes, a Rainha passa a explorar a menina com os mais pesados serviços domésticos. Sua raiva aumenta ainda mais ao ver o Príncipe Encantado, vindo de outro reino, cantar versos apaixonados para a princesa. A Rainha, então, ordena que seu leal Caçador, Humbert, mate a princesa e traga seu coração como prova da morte. Comovido, o Caçador deixa que Branca de Neve fuja para a floresta e traz um coração de animal à Rainha na tentativa de enganá-la. Ao questionar novamente o Espelho Mágico, a Rainha descobre que Branca de Neve está viva e morando na cabana dos Anões no interior da floresta.
Revoltada com o engano, a Rainha decide matar Branca de Neve definitivamente e com suas próprias mãos, garantindo assim que ninguém supere sua beleza. Em sua sala secreta, a Bela Rainha Malvada dá lugar a usando uma poção que se transforma em uma Velha Bruxa Feiticeira (uma espécie de feitiço reversível), para espanto de seu corvo de estimação e terror dos habitantes locais. Como parte do plano para eliminar sua rival, a bruxa elabora uma maçã envenenada com o que ela mesma chama de "Sono da Morte". Na cabana dos anões, a Rainha surpreende Branca de Neve preparando uma torta. De alguma forma desconhecida, os animais da floresta reconhecem a velha inimiga e tentam alertar a princesa, sem sucesso. Branca de Neve acaba por aceitar a maçã das mãos da velha desconhecida e cai, aparentemente morta. 
A Rainha comemora sua vitória, mas logo é confrontada pelos Sete Anões, que chegam junto com uma forte tempestade. A vilã se embrenha em direção a um precipício e se arma de um galho na tentativa de atacá-los. Porém, seus planos são frustrados ao ser atingida por raio, caindo no fundo do desfiladeiro. O reinado tenebroso da Rainha é encerrado para dar lugar ao final feliz de Branca de Neve e de seu Príncipe Encantado, que quebra o feitiço da bruxa com um beijo apaixonado.

### Concepção e aparência
Os primeiros conceitos para o filme incluíam uma Rainha "gorda, caricata e vaidosa". Entretanto, Walt Disney acreditou que, desta forma, a personagem seria menos realista. Notando a necessidade de maior tempo para a produção da personagem especificamente, Disney pediu maior atenção às "cenas em que somente Branca de Neve, os anões e os animais apareciam". Por fim, Disney acabou desenvolvendo todo roteiro do filme sozinho (Ollie Johnston afirmou que a trama seria a Rainha matar outro personagem e Disney decidiu tornar isto mais aceitável), enfrentando um certo dilema na caracterização da personagem - a qual ele mesmo via como uma mescla de Lady Macbeth com o Lobo Mau - decidiu focar em uma "mulher imponente e altamente atraente" cuja beleza é "sinistra, atraente, madura e desenhada". De acordo com material publicado pela Disney em 1993, ela seria ambos os dois conceitos: "a bela e má Rainha e a grotescamente feia Bruxa". 

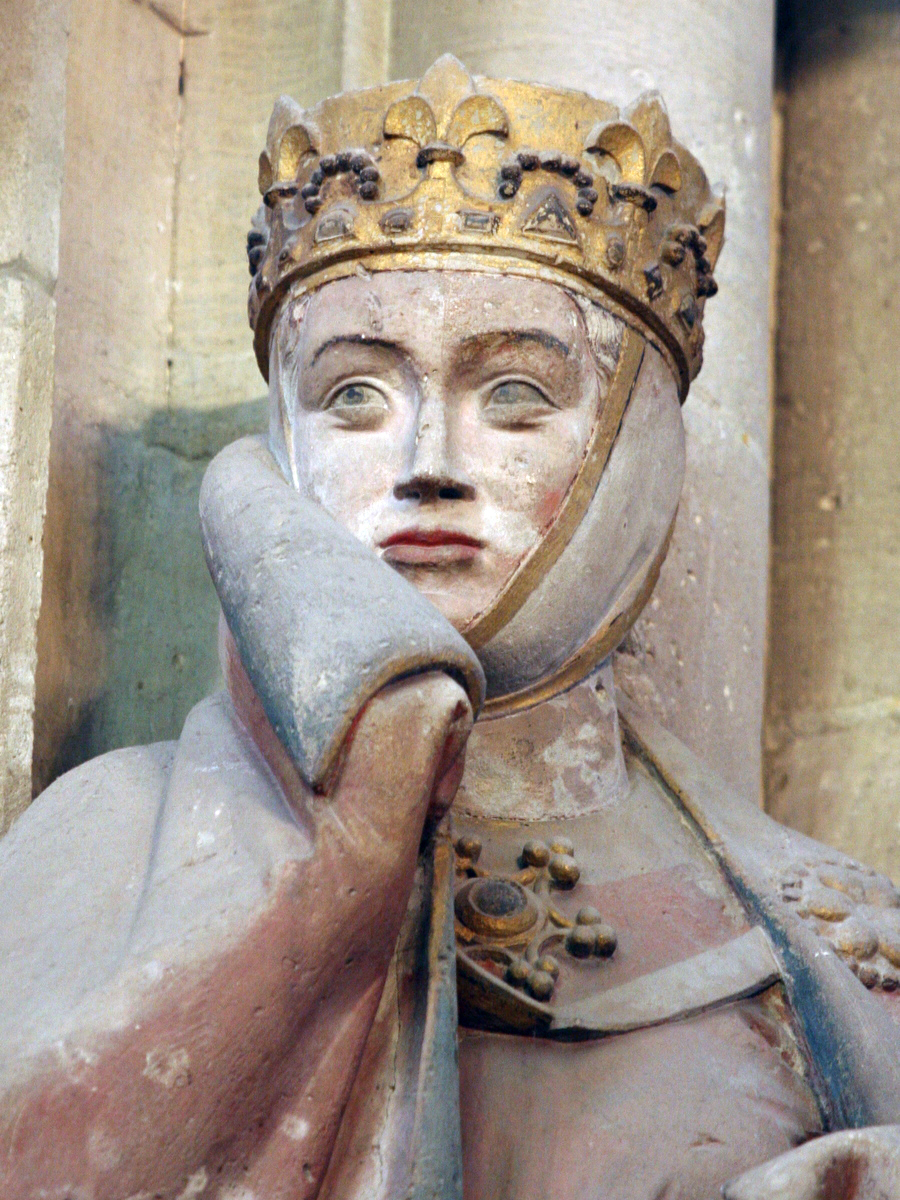
Estátua de Uta de Ballenstedt na Catedral de Naumburg

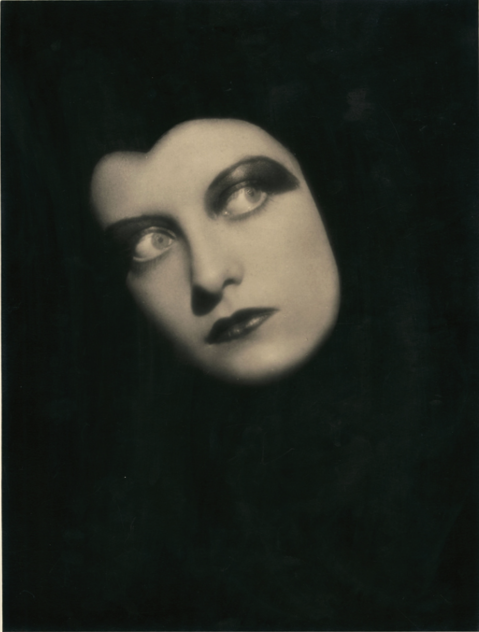
Joan Crawford, em 1930

A aparência da Rainha foi inspirada na "eterna deusa de gelo" Rainha Ayesha ("aquela que deve ser obedecida") do filme She, de 1935, interpretada por Helen Gahagan. A personagem, que se chamava originalmente Rainha Grimhilde (porém não é referida como tal no filme), foi inspirada também na Princesa Kriemhild do filme Die Nibelungen, de 1924. É provável que a face tenha sido baseada nas feições de Joan Crawford e Gale Sondergaard; e as vestes numa estátua da Catedral de Naumburg representando a rainha Uta de Ballenstedt, considerada a mais bela mulher da Alemanha medieval. Também é notável sua semelhança com algumas estrelas do cinema europeu dos anos 1920, como Greta Garbo e Marlene Dietrich. Os desenhos da Rainha Má e da Branca de Neve foram completados por Grim Natwick e Norm Ferguson, que deixariam de lado algumas das exigências feitas por Walt Disney. Assim como com outros personagens do filme, a aparência final da Rainha teve de ser aprovada por Albert Hurter. 
Nenhum dos esboços de Art Babbit foi rotoscopiado e os animadores optaram por desenhar a Rainha sobre a Branca de Neve "por ela ser mais real e complexa como mulher, mais erótica e fadada a atos desesperados por seu espelho mágico". A personagem contudo, acabou tornando-se um problema para os animadores por ter de ser "extremamente bonita" com "traços firmes, mas graciosos" e os demasiados detalhes de seus lábios. A sequência de Sua transformação, particularmente, é uma das mais complexas para se visualizar através dos efeitos especiais, especialmente desde que Disney insistiu para que fosse retratado como a Rainha se sentiu após a transformação. 

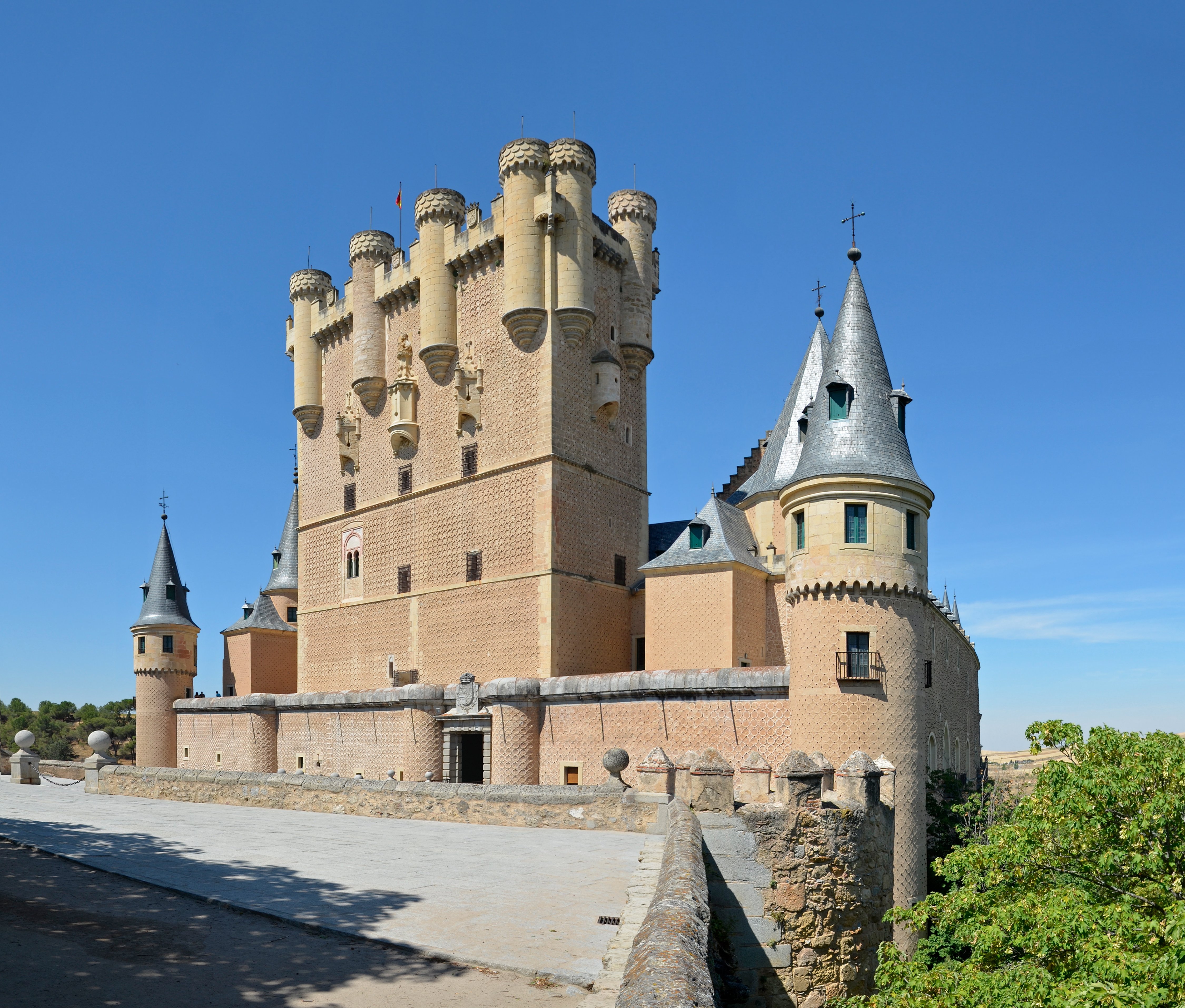
O Alcázar de Segóvia, na Espanha.

De acordo com seu perfil entre os Vilões da Disney, "a Bruxa simboliza a maldade disfarçada pela beleza da Rainha". Seu castelo assemelha-se ao Alcázar de Segóvia e seu trono é modelado a partir da cauda de um pavão, simbolizando vaidade extrema. Quanto ao vestuário, a Rainha é retratada em vestes de tom escuro (roxo ou preto) para contratar com os tons mais acentuados de Branca de Neve.
Incrivelmente, a Rainha foi o primeiro personagem a ter fala em um filme animado. A dublagem ficou a cargo de Lucille La Verne, que conseguiu produzir também a voz para a Bruxa removendo um dente falso usado na dublagem anterior. Joe Grant, responsável pelo design da personagem, ficou impressionado com a linguagem corporal e expressividade de La Verne durante as sessões de dublagem e resolveu referenciar sua postura nas animações. Mais tarde, Grant afirmaria que baseou alguns elementos da Bruxa em uma antiga vizinha. A dublagem internacional da personagem ficou por conta de Jiřina Petrovická (na Tchecoslováquia), Clara Pontoppidan, Kirsten Rolffes, Lise Ringheim (na Dinamarca), Rauni Luoma e Seela Sella (na Finlândia), Claude Gensac (na França), Dagny Servaes (na Alemanha), Ilus Vay (na Hungria), Tina Lattanzi e Dina Romano (na Itália), Blanca de Castejón e Cristina Montt (no México). No Brasil, a Rainha Má foi dublada por Cordélia Ferreira (na versão original) e por Lourdes Mayer (na versão de 1965). Em Portugal, a personagem ganhou voz de Cláudia Cadima.
A Rainha também foi o primeiro personagem a morrer em uma produção da Disney. Na tentativa de eliminar o perfil obscuro do conto original e fazer Branca de Neve parecer mais pura, a Rainha enfrentava uma morte mais branda (caindo de um penhasco). Na versão original, a antagonista é forçada a dançar sobre brasa ardente no casamento dos príncipes. No filme, o envolvimento de Branca de Neve na morte da Rainha e cortado e a vilã morre mais abruptamente, significando que justiça vale também sem tortura ou barbaridade.

## Outras aparições

### Atrações

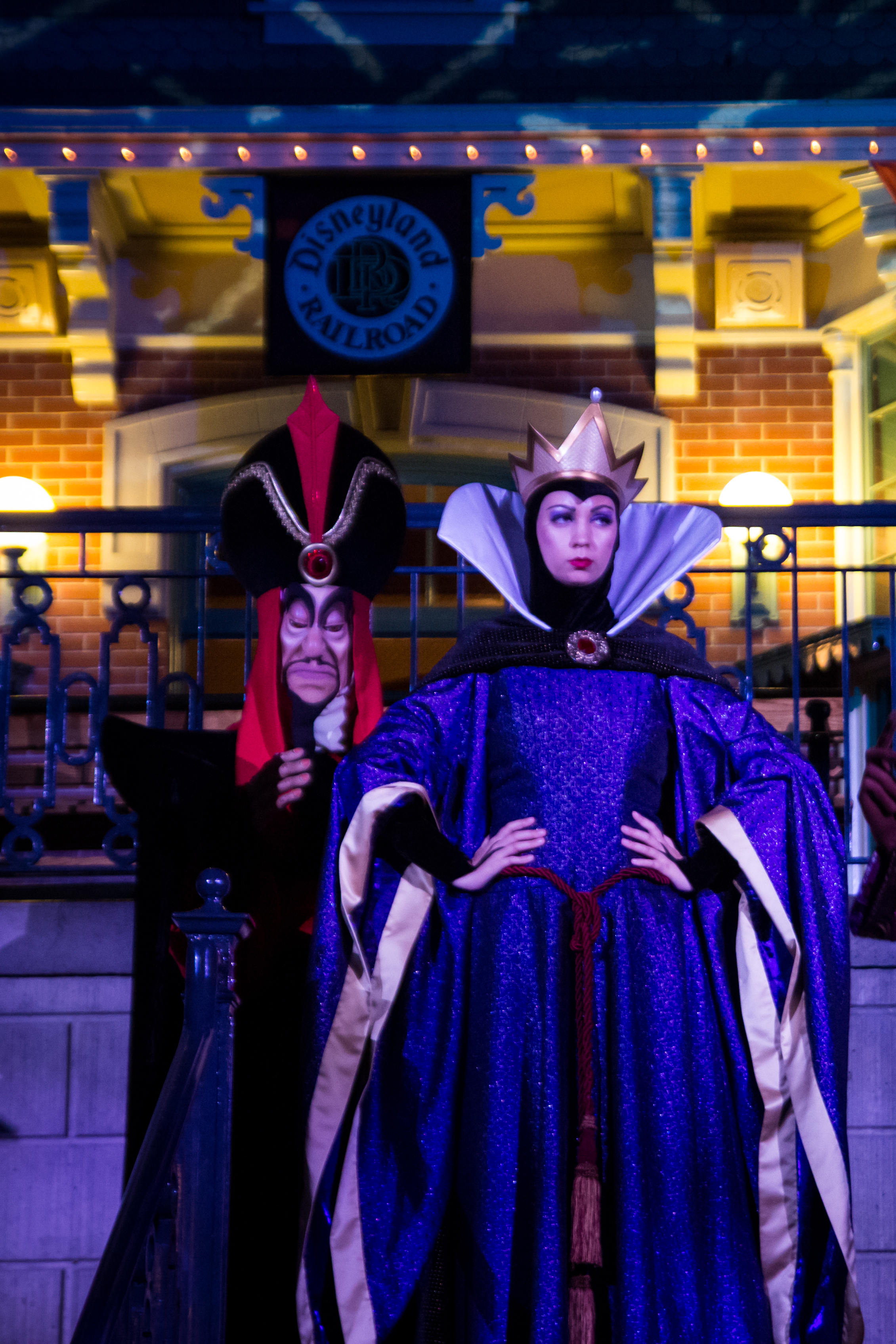
Jafar e a Rainha Má em espetáculo no Magic Kingdom, em 2012

A Rainha Má é um personagem principal na atração Snow White's Scary Adventures, inaugurada em 1955 na Disneylândia, onde aparece mais do que qualquer outro personagem do filme, recriando uma série de cenas da obra original e incluindo elementos até então inéditos, como "uma câmara de tortura". Em uma nova cena, a rainha se transforma em bruxa diante do Espelho e volta-se para os espectadores, dizendo: "Espelho Mágico na parede, com este disfarce eu enganarei a todos eles!". A personagem também aparece em sua forma velha na montanha russa Seven Dwarfs Mine Train, inaugurada em 2014.
Nos espetáculos The Disney Villains Mix e Mingle and Mickey's Boo-to-You Halloween Parade, a Rainha é um dos personagens liderados por Malévola que aparecem durante a cena no Castelo da Cinderela. Susanne Blakeslee dá voz à personagem no espetáculo Share a Dream Come True Parade, onde ela se transforma em Velha Bruxa na frente do público. A Rainha é um dos vilões "favoritos" incluídos nos desfiles principais do Magic Kingdom. Um evento inclui um Espelho Mágico em modelo gigante e interativo, assim como a Rainha e outras duas "Divas do Mal", Malévola e Cruella de Vil. A Rainha também faz parte do baile Villains Unleashed, um evento reservado no Disney's Hollywood Studios, inaugurado em 2014.

### Once Upon a Time

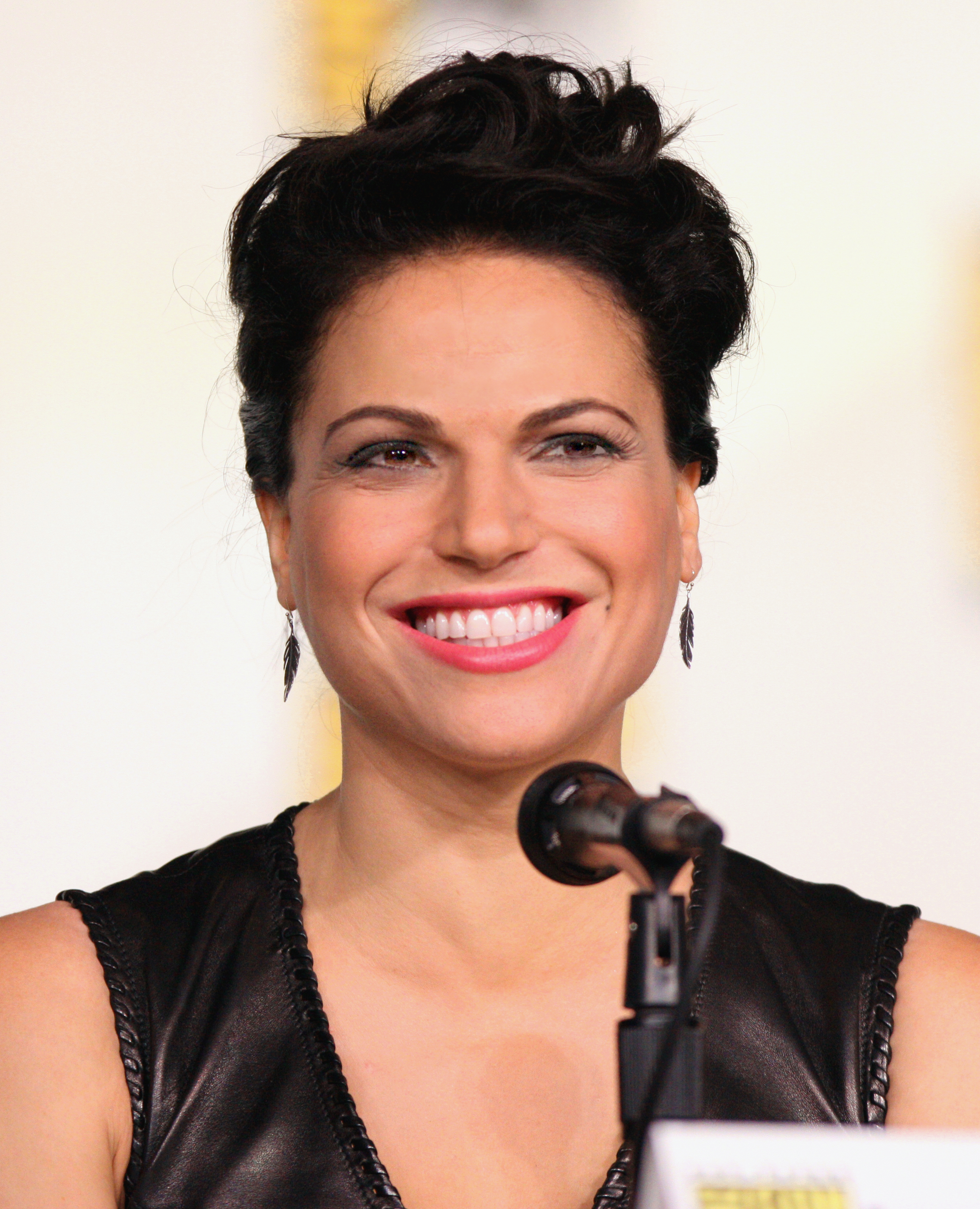
Lana Parrilla interpreta Regina Mills/Rainha Má em Once Upon a Time

Uma versão quase que totalmente alternativa da personagem foi concebida para a série televisiva Once Upon a Time, exibida pelo canal ABC entre 2011 e 2018. Na série, a Rainha Má (rebatizada como Regina Mills) é interpretada por Lana Parrilla. Regina é prefeita da cidade de Storybrooke, Maine, mantendo secretamente a identidade de vilã e tendo amaldiçoado muitos dos personagens de contos de fadas a viver numa terra sem magia, onde nunca poderiam ter finais felizes. A série, porém, não é baseada diretamente no universo animado da Disney, mas traça muitas referências. Um dos episódios é intitulado "The Evil Queen".

## Recepção

### Impacto cultural
De acordo com Maria Tatar, um acadêmico especializado em literatura infantil, o filme transformou "a Rainha Má em uma figura de intensa energia narrativa e faz Branca de Neve (a personagem) tão sem graça que precisa de um elenco de apoio de sete atores para animar suas cenas. Em último caso, é a presença disfuncional e incômoda da madrasta que dá ao filme um grau de fascínio que facilitou sua ampla distribuição e que lhe permitiu tomar um espaço tão poderoso em nossa cultura." Segundo Alan Charles Kors e Edward Peter, a personagem mudou a imagem visual das bruxas no cinema para uma mulher, jovem e atraente ao invés de velha e feia. Parte da inspiração de Maila Nurmi para interpretar Vampira vem de seu fascínio pela Rainha após assistir ao filme ainda adolescente. Quando contratada para atuar em The Wizard of Oz (1939) como a Bruxa Má do Oeste, Gale Sondergaard (que havia sido inspiração para os desenhistas da Disney em 1937), insistiu em dar à personagem um ar sofisticado como a personagem da Disney; eventualmente, sua ideia foi rejeitada e os produtores Mervyn LeRoy e Arthur Freed convidaram Margaret Hamilton para o papel. Entretanto, as similaridades entre os dois filmes são tantas, inclusive com relação à interpretação dos personagens principais, que The Wizard of Oz chegou a ser referenciado como "Branca de Neve com atores reais".
A Rainha inspirou muitos antagonistas ao longo da história do cinema, como a rainha madrasta na animação russa The Wild Swans (1962), a Rainha Bruxa de Tom Thumb and Little Red Riding Hood (1962), a deusa Vênus na versão anime de Unico, a Rainha Admira no filme americano The Hugga Bunch (1985), e a Rainha das Bruxas no jogo eletrônico Curse of Enchantia (1992). Lady Macbeth de Macbeth (1948), dirigido por Orson Welles, relembra a personagem da Disney em vestuário, traços e até mesmo em sua morte; Lady Macbeth também seria inspirada na Rainha em uma adaptação para quadrinhos de 1982. A perversa Rainha Bavmorda do filme Willow (1988) também possui algumas similaridades com a Rainha; da mesma forma o Imperador da prestigiada saga Star Wars (que eventualmente tornou-se um personagem da Disney após a aquisição da Lucasfilm em 2012). De acordo com o designer Steve Brown, a Velha Bruxa serviu-lhe de inspiração para a antagonista do jogo eletrônico Cauldron (1985).
Oh My Disney, o blog oficial do Universo Disney, afirma que a Rainha Má foi a "primeira vilã da Disney, sem exageros." De acordo com o jornal britânico The Daily Telegraph, a dublagem de La Verne serviu de base para outros futuros vilões da companhia, como Úrsula de A Pequena Sereia (1989) e Scar de O Rei Leão (1994). "Malévola de Sleeping Beauty herdou várias características da Rainha, incluindo o capuz, a gola alta, a capa ondulante, as sobrancelhas arqueadas, os lábios cruéis e o corvo. Em Branca de Neve, os produtores descartaram a ideia inicial de que a Rainha raptasse o Príncipe Encantado, confinando-o em seu Castelo; a ideia, contudo, é aproveitada em Sleepy Beauty. Lady Bane, uma terrível feiticeira de Adventures of the Gummi Bears, também carrega uma série de semelhanças com a Rainha Má, principalmente em seu vestuário.
A aparência da personagem de Branca de Neve também foi utilizada em outras adaptações da obra, como para conceber a Rainha no filme turco Pamuk Prenses ve Yedi Cüceler (1970). A personagem Rainha Naga na banda desenhada erótica italiana Biancaneve foi inspirada inicialmente na personagem da Disney. Em 2007, Susan Sarandon também buscou inspiração na Rainha para compor Rainha Narissa em Enchanted. O projeto inicial era de que o filme fosse uma sequência animada de Branca de Neve e os Sete Anões, na qual a Rainha Narissa seria a irmã da Rainha Má.

### Homenagens e paródias
A personagem também realizou inúmeras aparições especiais em produções que não as da Disney. No programa de rádio This Is My Best, de 1945, a Rainha Má se envolve em uma disputa com Espelho Mágico, que se rompa em pedaços. No longa-metragem Annie Hall (1977), dirigido por Woody Allen, a personagem Alvy menciona que quando assistiu Branca de Neve e os Sete Anões, ficou impressionado com a Rainha Má enquanto as outras crianças gostavam da protagonista.
A Rainha Má é referenciada como vilã na revista em quadrinhos Dylan Dog, em 1988.[carece de fontes?] No episódio "Quatro Grandes Mulheres e um Manicure", de Os Simpsons, a Rainha foge dos anões e envenena a Branca de Neve, mas acaba por ser linchada por um grupo de animais da floresta. A Rainha também aparece em Counting Scars, o vídeo musical paródia de "Counting Stars".